# لويس مينو
لويس مينو (بالإسبانية: Luis Miño)‏ هو لاعب كرة قدم باراغواياني في مركز الوسط، ولد في 8 يناير 1989 في نيمبي في باراغواي. شارك مع منتخب باراغواي لكرة القدم. أما مع النوادي، فقد لعب مع سبورتيفو لوكوينو.

## وصلات خارجية
- لويس مينو على موقع قاعدة بيانات كرة القدم.إي يو (الإنجليزية)
- لويس مينو على موقع ناشيونال فوتبول تيمز (الإنجليزية)
- لويس مينو على موقع Soccerway.com (الإنجليزية)